# Distrito de Conchamarca
El distrito de Conchamarca es uno de los ocho que conforman la provincia de Ambo, ubicada en el departamento de Huánuco, en el centro del Perú.  Es conocido también por albergar las famosas Cinco Lagunas de Pichgacocha. Limita por el norte con la provincia de Huánuco; por el sur con los distritos de Tomay Kichwa, Ambo, Huácar; por el este con la provincia de Pachitea y; por el oeste con la provincia de Huánuco.
Desde el punto de vista jerárquico de la Iglesia católica forma parte de la Diócesis de Huánuco, sufragánea de la Arquidiócesis de Huancayo.
Festividades Religiosas: Fiesta de la Virgen de la Candelaria, Fiesta de Santo Toribio de Mogrovejo y Fiesta de San Lorenzo.
Lugares para conocer:  Iglesia de Conchamarca, Las lagunas de Pichgacocha, Puquio, Casita de Santo Toribio, Tumba de Rodolfo Holzman y Panadería El Trucay (Panes artesanales, chicha de jora y chicha morada).

## Historia
La fecha de creación por ley de este distrito fue el 5 de septiembre de 1940, en el gobierno del Presidente Manuel Prado Ugarteche, siendo el 24 de noviembre del mismo año su instalación e inauguración oficial como Distrito.
El primer Concejo estuvo integrado por: 
ALCALDE: Don Francisco Rodríguez De la Mata
REGIDORES: Amadeo Rodríguez Morales
    Anacleto Parave Flores
    Víctor Sánchez López
                        Juan Alvarado Acosta
Conchamarca, según el diccionario enciclopédico UTEHA, es el poblado, capital del Distrito del mismo nombre en la Provincia de Ambo Departamento de Huánuco.
Los primeros pobladores provienen tal vez del grupo étnico de los Chupachos, Pillcos y Yaros. Posteriormente los Panatahuas, los Cashivos y campas del Gran Pajonal.
Ya en la época de los Incas se alineaban al eje vertebral de comunicación llamado el camino de los incas, que provenía del Cusco, atravesaba el nudo de Pasco, por los Andes Centrales del norte hasta Cajamarca.
A la llegada de los españoles, se abre una ruta, desde Lima por la vía de Canta, la viuda Yanahuanca, Huacar, Ambo, Tomayquichua, Conchamarca, Panao Chaglla, Pillao, Pampas del Sacramento; fue con fines de catequización. Entre los años 1581 y 1606, hizo su peregrinación catequística nada menos que Santo Toribio de Mogrovejo. Existen indicios que se fundó la parroquia de Huácar, como base de la misión catequística; por la misma época que la del patrocinio en Huánuco.
El nombre de Conchamarca
Sobre el origen del nombre de Conchamarca, existen varias teorías, siendo tres las de mayor credibilidad, estos son:
1.- Mucho antes es posible que estos parajes en donde hoy se asienta el pueblo, eran pastizales, lugares bucólicos, cubiertos de hierbas, arbustos y árboles mayormente taras, huarangos, chirimoyos, guayabos, etc.
Los que vivían en los bajíos, a orillas del Huallaga, fueron levantando muros o pircas para formar corrales amplios, en donde se guardaba el ganado, especialmente los rebaños de ovejas. Se construyeron tantos corrales como familias existían; al punto que unos estaban muy cerca de otros, formando un conjunto de corrales. A estos corrales, en lengua nativa se les denomina Conchay o Cunchay. Paralelamente y en cada corral se fueron levantando precarias viviendas, comenzando por las rústicas cocinas y habitación con techo de paja y se unió la otra palabra Marca que se traduce, por pueblo caserío, aldea, alquería.
De tal modo que el nombre compuesto Conchamarca, convertido en topónimo, significaría aproximadamente, Pueblo de corrales, Alquería con corralitos, Corrales dentro del Pueblo.
Tengamos presente que la palabra castellana alquería, significa: casa de campo para la labranza de la tierra. Este es el típico caserío peruano de todos los tiempos; el Ayllu incaico; la tribu o etnia pre inca; que luego subsiste en el Virreinato y la República.
2.- Otra versión que también se pergeña es que se encontraron restos o valva de conchas marinas; cuando se practicaron excavaciones para los cimientos del Templo, el Cabildo y aún casas particulares.
Ahora bien estos hallazgos no deben parecernos extraños en nuestras sierras. Porque cuando se formaron nuestras cordilleras, lo hicieron por eclosión, desde el fondo de las aguas del océano. Esto apoyándonos en los fenómenos geológicos de afloramiento;  durante el Misisipiano: Grupo Ambo. (Gran Geografía del Perú T-1 pág. 255 – Manfer – Juan Mejía Baca).
Esta digresión se refuerza cuando encontramos datos en la Historia del Tahuantinsuyo de M. Rostorowsky; que informan que desde nuestra costa norte del antiguo Chimú, llevaban conchas marinas hacia la sierra, para efectuar trabajos de carácter ornamental, por ende artístico, incluyendo el instrumento musical; la caracola (pututo original) fenómeno acentuado en el incanato durante el gobierno de Huayna Capac. De modo que Conchaymarca derivaría en Conchamarca o Cunchamarca. La traducción posible sería; pueblo donde se hallan conchas.
3.- Surge otra posibilidad, que el pueblo se asentó en un lugar donde existían filtraciones, manantiales y charcas de efectos aluviales en proceso de desecación.
Además el pueblo depende del ecosistema formado por la cuenca del río Conchamarca que se origina en la Pajcha de Mesapata; por el desagüe de las cinco lagunas unidas (Pichgacocha) y otras lagunas que se ubican a ambos lados de la catarata, en número cercano a la docena. Esto permitiría pensar en una comarca de gochas o cochas; refiriéndose a las lagunas, lagunillas y charcas. Es el caso por ejemplo de Chuquigocha que lo entendemos en castellano como laguna escondida, (oculta entre los matorrales).
En la lengua nativa pudo derivar Gochamarca en Cochamarca y luego en Conchamarca o pueblo con lagunas, pueblo de las lagunas, zona o sistema de lagunas; según la concepción cosmogónica de los antiguos pobladores autóctonos. No olvidemos que existe el rezago de una cultura que se localiza en Auquinmarca. (Pueblo viejo o de los gentiles como decían nuestros antecesores).
En fin el origen del nombre de nuestro pueblo es un reto para los lingüistas de nuestro país. Teniendo en cuenta los escasos estudios acerca de nuestro idioma nativo y sus variedades. Así como la influencia que pudieran haber tenido otros idiomas como el Jacaru, el Cauqui, el Yaro, etc. En el proceso evolutivo de la lengua anterior a la llegada de los españoles.

## Geografía
La población total en este distrito es de 5 855 personas y tiene un área de 101,76 km².La situación geográfica: está ubicada al norte del Nudo de Pasco en la vertiente occidental de la cordillera Oriental de los Andes del Norte. Cordillera llamada también de Huachón, con sus picos Huagoruncho Shacshahuanca. Entre los diez grados dos minutos y cincuenta y siete segundos de Latitud Sur, y setenta y seis grados trece minutos y cincuenta y cuatro segundos de Longitud Oeste, aproximadamente y a dos mil ciento cincuenta metros sobre el nivel del mar.

## Autoridades

### Municipales
- 1990 - 1992 Vicente Villar Iguardo

- 1993 - 1995 Alfonso Cabrera Parave

- 1996 - 2002 Benancio Santiago Palacios

- 2003 - 2010 Rubén Rodríguez Rivera
- 2011 - 2014 Justiniano Martel Cisneros

- 2015 - 2018[5]
  - Alcalde: Dali Jiménez Escobal.
  - Regidores: Zenón Alvarado Mego, Jesús Diógenes Elías Valdez, Orlando Hidalgo Usuriaga, Fany Culantres Rojas, Jorge Soto Atencia.

++ periodo 2019 - 2022 
- - Alcalde: Roberto Jesus Mendoza Escobal - Gestión "con practicas de Valores"
  - regidores: Florian Rodríguez Cabrera, Juan Espinoza, Nila Martel, Ricardo Menor, Lucas Alvarado

### Policiales
- Comisario: Mayor PNP.

### Religiosas
- Diócesis de Huánuco
  - Obispo: Mons. Jaime Rodríguez Salazar, MCCJ.
- Parroquia
  - Párroco: Pbro.  Oswaldo Rodríguez Martínez

## Galería
- Wikimedia Commons alberga una categoría multimedia sobre Distrito de Conchamarca.